# Xã Loda, Quận Iroquois, Illinois
Xã Loda (tiếng Anh: Loda Township) là một xã thuộc quận Iroquois, tiểu bang Illinois, Hoa Kỳ. Năm 2010, dân số của xã này là 1.461 người.